# Ліппська троянда
Ліппська троянда — негеральдична фігура в геральдиці. Символ сходить до герба дому Ліппе.

## Зображення
Ліппська троянда — це троянда з п'ятьма червоними пелюстками, п'ятьма золотими чашолистками й золотою серцевиною квітки. 16 золотих крапок по колу периферії серцевини позначають 16 громад округу Ліппе.
Найчастіше троянду зображують одним чашолистком, спрямованим вниз, і однією пелюсткою, зверненою вгору. Центр квітки також відомий як серцевина. Цю троянду в геральдиці називають негеральдичною фігурою. Ліппська троянда є особливим випадком у представленні геральдичних троянд і має власну назву. Це означає, що зображення в гербі та його колір (тинктура) є фіксованими й можуть розумітися як надійні ідентифікаційні ознаки.

## Походження

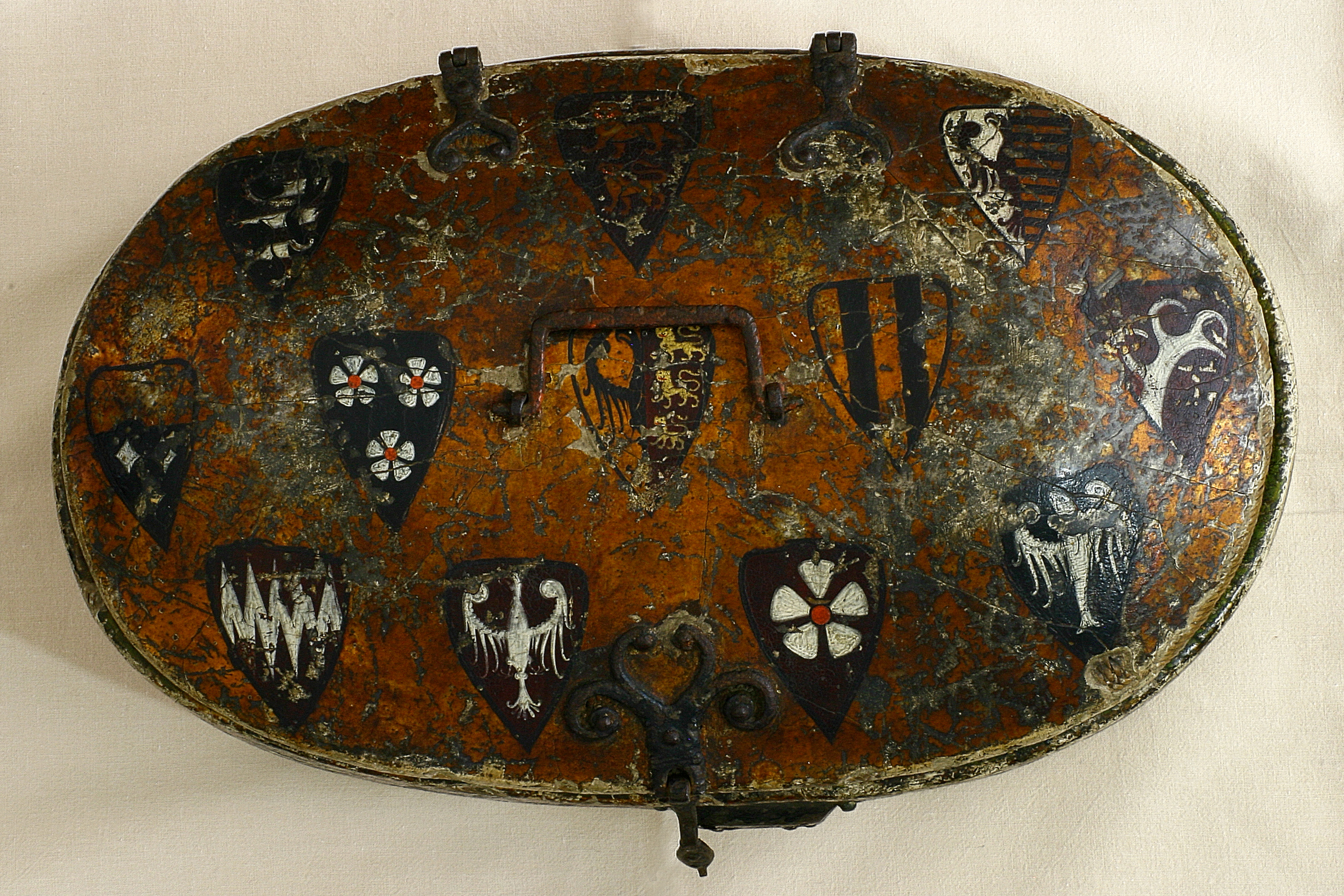
Коробка з гербом Кведлінбурга, близько 1209 р. — Квітка на гербі між двома гербами-орлами інтерпретується як ліппська троянда

Ліппська троянда була гербом знатних сеньйорів Ліппе і тому також була включена до національного герба землі Ліппе, яка існувала як держава в різних правових формах до 1947 року. Гілка дому Ліппе правила в Шаумбург-Ліппе, тому на його гербі також була зображена ліппська троянда. Найдавніше чітке свідчення про символ датується 1218 роком на печатці документа Германа II. На думку деяких істориків, ліппську троянду також можна побачити на ще більш ранньому датованому гербі скарбниці Кведлінбурзького собору.

## Поширення

Ліппська троянда на гербі міста Ліппштадт

Поширення ліппської троянди як герба було приблизно обмежено територією колишніх земель Ліппе та Шаумбург-Ліппе. Це відповідає частинам сьогоднішнього району Ліппе та території навколо Ліппштадта в Північному Рейні-Вестфалії, а також деяким районам у районі Шаумбург у Нижній Саксонії. Крім того, ліппська троянда іноді потрапляла на герби пов'язаних знатних родин через династичні зв'язки.

## Використання

Ліппська троянда на гербі Північного Рейну-Вестфалії — відхилення від геральдичних правил і правового опису герба із зеленими серцевиною та чашолистками

На додаток до історичного значення гербів двох земель Ліппе та Шаумбург-Ліппе, ліппська троянда також використовується на сьогоднішньому гербі землі Північний Рейн-Вестфалія, до складу якої була включена земля Ліппе. Однак на гербі Північного Рейну-Вестфалії троянда зображена повернутою на 36 градусів, всупереч звичайному зображенню, так що один з чашолистків спрямований вгору, а не вниз. На громадському гербі Північного Рейну-Вестфалії один з чашолистків спрямований донизу. Через зв'язок між Бернардом цур Ліппе-Бістерфельдом і Юліанною Оранською-Нассауською, колишньою королевою Нідерландів, троянда була включена до деяких гербів нідерландської королівської родини. Наприклад, нинішня принцеса Беатрікс мала ліппську троянду у своєму гербі аж до вступу на престол.
Крім того, ліппська троянда рано потрапила на герби районів, районів, міст і громад області. Ліппська троянда присутня, наприклад, на гербах району Ліппе та району Зост, на гербах міст Барнтруп, Ерлінгхаузен і Ребург-Локкум (тут символи графів Галлермунда), в гербі муніципалітетів Аугустдорф і Шланген і в гербах колишніх муніципалітетів Рішенау і Штормеде.
Змінені форми (наприклад, без чашолистків, різнокольорові серцевини, інші кольори) можна знайти в гербах Детмольда, Бюккебурга, Бломберга, Горн-Бад-Майнберга, Лемго, Ліппштадта і Люгде.
Ліппську троянду також можна знайти в багатьох клубах і закладах у цих областях. Ліппська троянда, наприклад, є гербом регіональної асоціації Ліппе. Троянда регулярно використовувалася на ліппських монетах. Після возз'єднання Німеччини ліппська троянда була використана як логотип виноробні Schloss Proschwitz поблизу Мейсена, якою керує член дому Ліппе. Бундесвер також неодноразово вдавався до використання ліппської троянди. Наприклад, на (внутрішніх) асоціаційних значках багатьох підрозділів 21-ї танкової бригади, що базується в Аугустдорфі, Ліппе, і нині розформованої 27-ї повітряно-десантної бригади, що базується в Ліппштадті, зображено ліппіську троянду.